# Iniciativa Storm Area 51

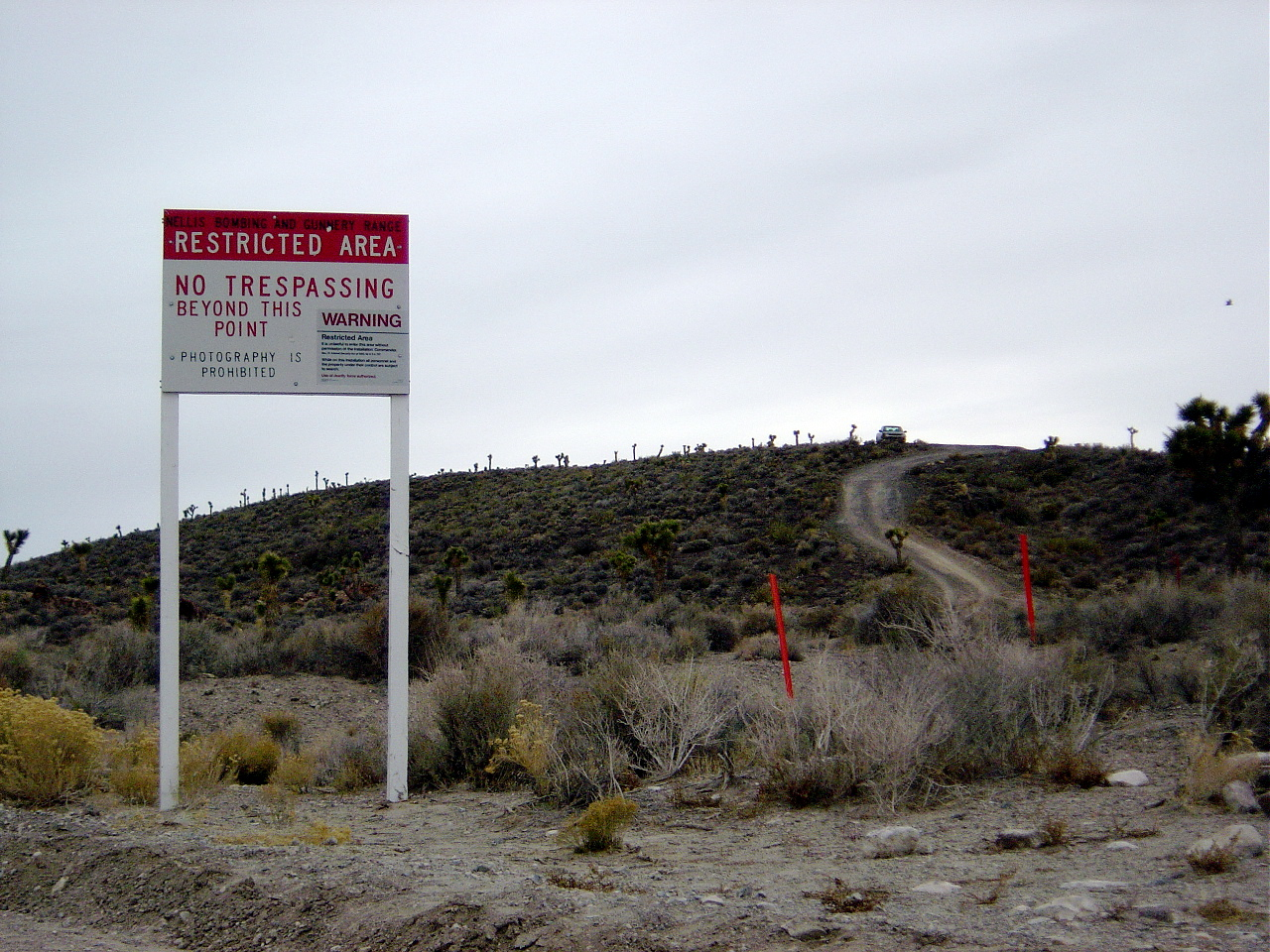
Cartel de aviso de zona restringida del Área 51, con un vehículo de seguridad de la misma al fondo.

La iniciativa mediática Storm Area 51, They Can't Stop All of Us (traducido al español como "Asaltar el Área 51, no pueden pararnos a todos") es el nombre de un evento surgido en la red social de Facebook que se realizó el viernes 20 de septiembre de 2019 con el objetivo de entrar en el Área 51, reconocida instalación de la Fuerza Aérea de los Estados Unidos ubicada en el desierto de Nevada, para buscar pruebas de la supuesta vida extraterrestre que se ocultaría a la sociedad en dichas instalaciones. El evento fue creado por Matty Roberts, un cómico estadounidense que rechazó las consecuencias y la responsabilidad penal por cualquier baja si la gente realmente intentara atacar la base militar. Roberts publicó el evento el 27 de junio de 2019, llegando a verse seguida por más de 2 millones que dieron al botón de "Asistiré", y con otro 1,5 millones de personas que dieron a "Me interesa" en dicho evento.
La portavoz de la Fuerza Aérea, Laura McAndrews, expresó que los funcionarios del Gobierno estadounidense estaban al tanto de dicho evento y desanimó a las personas de intentar ingresar a la propiedad militar. La policía de Nevada también advirtió a los posibles participantes en el evento contra la intrusión en el recinto. El evento, aunque pretendía ser cómico, tuvo su efecto en las empresas locales de Nevada, que llegaron a crear preparativos para visitantes y diverso merchandising, incrementando el turismo y los alojamientos en pueblos vecinos a la base, como en Rachel (Nevada).
En el condado de Lincoln (Nevada) se planearon los festivales Alienstock en Rachel y Storm Area 51 Basecamp en la comuna de Hiko. Sin embargo, los gobiernos locales y la policía temieron que incluso estos eventos legales pudieran ser problemáticos si se presentara demasiada gente. Se acabó cancelando el primer festival por su mala planificación, terminando por reubicarse en Las Vegas.
Los festivales en torno al Área 51 congregaron a cerca de 1.500 personas, si bien menos de 200 aparecieron, como se planeaba en el evento de Facebook, ante las puertas de la base. El sheriff del condado de Lincoln, Kerry Lee, informó que el comportamiento de los asistentes, en su gran mayoría, fue correcto. "No quiero engañarme a mí mismo, pero hasta ahora ha ido bastante bien", llegó a decir. Tres personas fueron arrestadas bajo sospecha de internarse en el territorio propiamente prohibido del Área 51. Una cuarta persona fue detenida por un incidente relacionado con el alcohol y una quinta fue arrestada por tratar de orinar cerca de una de las entradas a la base.

## Trasfondo

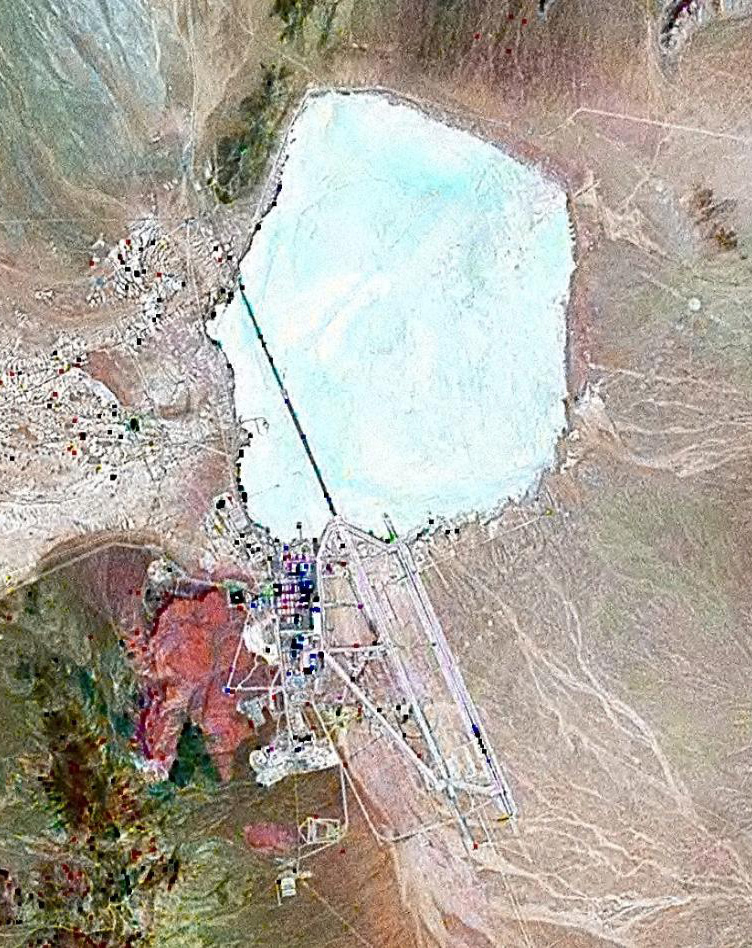
Imagen aérea del Área 51, en el desierto de Nevada.

El Área 51 ha sido objeto desde hace muchos años de diversas teorías de conspiración respecto al ocultamiento de pruebas de vida extraterrestre desde la década de 1950, cuando algunas personas informaron haber visto un ovni en la ubicación de la base, alrededor del tiempo en que los militares comenzaron a volar aviones espía U-2 de la CIA en el área. La CIA desclasificó documentos relacionados con el Área 51 y reconoció su existencia en 2013. Los teóricos de la conspiración creen que los extraterrestres, ovnis o secretos relacionados con ellos están almacenados en el Área 51. En junio de 2019, El Pentágono ofreció una sesión informativa sobre los ovnis encontrados por los pilotos de la Armada a miembros del Congreso, siendo informado también de dichos informes el entonces presidente estadounidense Donald Trump.
Al estudiante universitario Matty Roberts, el creador del evento, se le ocurrió la idea después de ver al teórico de la conspiración del Área 51 Bob Lazar y al cineasta Jeremy Corbell en el podcast The Joe Rogan Experience el 20 de junio de 2019. Lazar afirmó haber trabajado con naves extraterrestres cuando trabajaba en una instalación subterránea en el Área 51.

## Evento de Facebook y repercusión en redes
Roberts creó el evento en Facebook el 27 de junio como una broma, no para ser tomado en serio, y sin prever la fuerte y viral propaganda y difusión que acabaría teniendo dicho evento. El mismo planeaba incurrir en el valle Amargosa a las 3 de la madrugada (3:00 a. m.) hasta las 6 horas el 20 de septiembre de 2019. En el evento de Facebook escribió: "Si se corre como Naruto, podemos movernos más rápido que sus balas. Veamos extraterrestres", haciendo referencia al estilo de carrera del personaje de anime Naruto Uzumaki, así como otros personajes, que corren con los brazos estirados detrás de ellos, la cabeza baja y el torso inclinado hacia adelante. Roberts dijo que el evento solo tuvo alrededor de 40 firmas los primeros 3 días en la lista del evento y luego de repente se volvió viral. El meme posiblemente se extendió primero en la aplicación TikTok, así como en Reddit e Instagram más tarde.
La página de Facebook para el evento quedó llena de miles de publicaciones satíricas que discutían la mejor manera de entrar en el Área 51. Después de la propagación del meme, Roberts quedó preocupado después de recibir la visita de unos agentes del FBI. El evento acabó recibiendo más de 2 millones de firmas apoyando el ir al evento y otro 1,5 millones de firmas "interesadas" en ello hasta el 22 de agosto.
El rapero Lil Nas X lanzó un vídeo musical para el remix de Old Town Road de Young Thug y Mason Ramsey sobre el ataque planeado.

## Respuesta gubernamental
El 10 de julio, la portavoz de la Fuerza Aérea, Laura McAndrews, entrevistada por The Washington Post, dijo que los funcionarios estaban al tanto del evento y emitió una advertencia al expresar que la zona [del Área 51] "es un campo de entrenamiento abierto para la Fuerza Aérea de los Estados Unidos, y desalentaríamos a cualquiera de tratar de entrar en el área donde entrenamos a las fuerzas armadas estadounidenses", agregando que "[la Fuerza Aérea] siempre está lista para proteger a Estados Unidos y sus activos". Un oficial de información pública en la Base de la Fuerza Aérea de Nellis dijo a la estación de radio KNPR que "cualquier intento de acceder ilegalmente al área está altamente desaconsejado". El FBI también notificó que monitorizaría la situación y el número de personas que finalmente podrían acudir al evento.

## Impacto
En agosto de 2019, los funcionarios del condado de Lincoln redactaron una declaración de emergencia y un plan para agrupar recursos con los condados vecinos, anticipando que la región se vería abrumada por una multitud de posiblemente 40.000 personas. El condado cuenta solo 184 habitaciones de hotel, y los funcionarios esperaban que la red local de teléfonos móviles no pudiera hacer frente al tráfico adicional esperado. También expresaron su preocupación por el hacinamiento en los campamentos, estaciones de servicio e instalaciones médicas públicas. Los festivales planeados recibieron permisos del condado, con asistencia supervisada de 300 paramédicos adicionales y 150 policías de todo el estado de Nevada. La iniciativa también afectó a la economía local, pues en los pueblos y comunas aledañas al Área 51 se comenzaron a hacer los preparativos para albergar a todos aquellos turistas y curiosos del evento que supuestamente se preparaban a ir.
Finalmente, el día de la reunión solo unas decenas de personas se congregaron en el lugar y ninguna trató de ingresar a la base, a excepción de una mujer, que fue detenida. En total, de todas las personas que asistieron al evento, hubo cinco detenidos, uno de ellos por orinar cerca de una de las entradas a la base.